# Mohamed Sarr
Mohamed Sarr és un futbolista senegalès. Juga com a defensa central a l'Hèrcules Club de Futbol de la Primera Divisió d'Espanya.

## Trajectòria
Momo Sarr amb setze anys s'incorpora al Treviso a les seves categories inferiors, on va passar al primer equip en la temporada 2000/01. Una temporada després va fitxar per l'AC Milan, amb el qual només va jugar un partit i els quatre posteriors anys va ser cedit, primer al Galatasaray turc i després als italians Ancona, Atalanta i Vittoria. En 2005 es va incorporar al Standard de Lieja on va estar cinc temporades a gran nivell, guanyant dues lligues, un subcampionat de lliga, un subcampionat de Copa i dues Supercopes. La temporada 2010/11 va rescindir l'any de contracte que li restava amb el club belga i va fitxar per l'Hèrcules per tres temporades.